# Cantone di Montesquieu-Volvestre
Il Cantone di Montesquieu-Volvestre era una divisione amministrativa dell'Arrondissement di Muret.
A seguito della riforma approvata con decreto del 13 febbraio 2014, che ha avuto attuazione dopo le elezioni dipartimentali del 2015, è stato soppresso.

## Composizione
Comprendeva 10 comuni:
- Canens
- Castagnac
- Gouzens
- Lahitère
- Lapeyrère
- Latour
- Massabrac
- Montbrun-Bocage
- Montesquieu-Volvestre
- Saint-Christaud